# Comuna Dobrosloveni, Olt
Dobrosloveni este o comună în județul Olt, Oltenia, România, formată din satele Dobrosloveni (reședința), Frăsinetu, Potopinu, Reșca și Reșcuța.

## Demografie
Componența etnică a comunei Dobrosloveni
     Români (92,28%)
     Alte etnii (0%)
     Necunoscută (7,72%)
Componența confesională a comunei Dobrosloveni
     Ortodocși (91,76%)
     Alte religii (0,23%)
     Necunoscută (8,01%)
Conform recensământului efectuat în 2021, populația comunei Dobrosloveni se ridică la 3.472 de locuitori, în scădere față de recensământul anterior din 2011, când fuseseră înregistrați 3.736 de locuitori. Majoritatea locuitorilor sunt români (92,28%), iar pentru 7,72% nu se cunoaște apartenența etnică. Din punct de vedere confesional, majoritatea locuitorilor sunt ortodocși (91,76%), iar pentru 8,01% nu se cunoaște apartenența confesională.

## Politică și administrație
Comuna Dobrosloveni este administrată de un primar și un consiliu local compus din 13 consilieri. Primarul, Gheorghe Tudorașcu[*], de la Partidul Social Democrat, este în funcție din 2008. Începând cu alegerile locale din 2024, consiliul local are următoarea componență pe partide politice:
|  | Partid                          | Consilieri | Componența Consiliului | Componența Consiliului | Componența Consiliului | Componența Consiliului | Componența Consiliului | Componența Consiliului |
|  | ------------------------------- | ---------- | ---------------------- | ---------------------- | ---------------------- | ---------------------- | ---------------------- | ---------------------- |
|  | Partidul Social Democrat        | 6          |                        |                        |                        |                        |                        |                        |
|  | Alianța pentru Unirea Românilor | 4          |                        |                        |                        |                        |                        |                        |
|  | Partidul Național Liberal       | 2          |                        |                        |                        |                        |                        |                        |
|  | Uniunea Salvați România         | 1          |                        |                        |                        |                        |                        |                        |